# Lonette McKee
Lonette Rita McKee (Detroit, 22 de julio de 1954) es una actriz, cantante, guionista y directora de cine estadounidense, reconocida principalmente por su papel como la hermana Williams en la película musical de 1976 Sparkle y por su aparición en largometrajes como The Cotton Club, Jungle Fever, He Got Game, Men of Honor, ATL y Honey, la reina del baile.

## Filmografía
| Cine       | Cine                                                | Cine                   | Cine        |
| Año        | Título                                              | Papel                  | Notas       |
| ---------- | --------------------------------------------------- | ---------------------- | ----------- |
| 1976       | Sparkle                                             | Hermana Williams       |             |
| 1977       | Which Way Is Up?                                    | Vanetta                |             |
| 1979       | Cuba                                                | Therese Mederos        |             |
| 1982       | Illusions                                           | Mignon Dupree          | Corto       |
| 1984       | The Cotton Club                                     | Lila Rose Oliver       |             |
| 1985       | Brewster's Millions                                 | Angela Drake           |             |
| 1986       | Round Midnight                                      | Darcey Leigh           |             |
| 1987       | Gardens of Stone                                    | Betty Rae              |             |
| 1989       | The Women of Brewster Place                         | Lorraine               |             |
| 1990       | Dangerous Passion                                   | Meg                    | Telefilme   |
| 1991       | Jungle Fever                                        | Drew                   |             |
| 1992       | Malcolm X                                           | Louise Little          |             |
| 1993       | Queen                                               | Alice                  | Telefilme   |
| 1997       | To Dance with Olivia                                | Olivia 'Libby' Stewart | Telefilme   |
| 1998       | He Got Game                                         | Martha Shuttlesworth   |             |
| 1998       | Blind Faith                                         | Carol Williams         |             |
| 1999       | Having Our Say: The Delany Sisters' First 100 Years | Mama Delany            | Telefilme   |
| 2000       | Men of Honor                                        | Ella Brashear          |             |
| 2000       | Fast Food Fast Women                                | Sherry-Lynn            |             |
| 2001       | A Day in Black and White                            | Ella misma             |             |
| 2001       | Lift                                                | Elanie                 |             |
| 2003       | Honey                                               | Sra. Daniels           |             |
| 2003       | The Paper Mache Chase                               | Lisa                   | Corto       |
| 2004       | She Hate Me                                         | Lottie Armstrong       |             |
| 2006       | ATL                                                 | Priscilla Garnett      |             |
| 2010       | Dream Street                                        | Ella misma             |             |
| 2011       | Honey 2                                             | Connie                 |             |
| 2011       | This Narrow Place                                   | Sra. Shaw              |             |
| 2012       | LUV                                                 | Abuela                 |             |
| Televisión |                                                     |                        |             |
| Año        | Título                                              | Papel                  | Notas       |
| 1985       | The Equalizer                                       | Dra. Elly Walton       | 1 episodio  |
| 1985       | Spenser: For Hire                                   | Hillary                | 1 episodio  |
| 1986       | Miami Vice                                          | Alicia Mena            | 1 episodio  |
| 1989       | Amen                                                | Tanya DuBois           | 2 episodios |
| 1991       | L.A. Law                                            |                        | 1 episodio  |
| 1993       | Tribeca                                             | Ella misma             | 1 episodio  |
| 1997-1999  | As The World Turns                                  | Sara Ruth Bennett      |             |
| 1999-2003  | Third Watch                                         | Maggie Davis           |             |
| 2002       | Law & Order: Special Victims Unit                   | Abogada de Maggie      | 1 episodio  |
| 2006       | Half & Half                                         | Tanya                  | 1 episodio  |
| 2006       | 1-800-Missing                                       | Sra. Chambers          | 1 episodio  |
| 2007       | The Game                                            | Maria Pitts            | 1 episodio  |

## Discografía
- Lonette (Sussex, 1974)
- Words and Music (Warner Bros., 1978)
- Natural Love (40 Acres and a Mule/Columbia, 1992)